# Dicerura dentata
Dicerura dentata är en tvåvingeart som beskrevs av Spungis 1979. Dicerura dentata ingår i släktet Dicerura och familjen gallmyggor.
Artens utbredningsområde är Lettland. Inga underarter finns listade i Catalogue of Life.